# تباين (إحصاء)

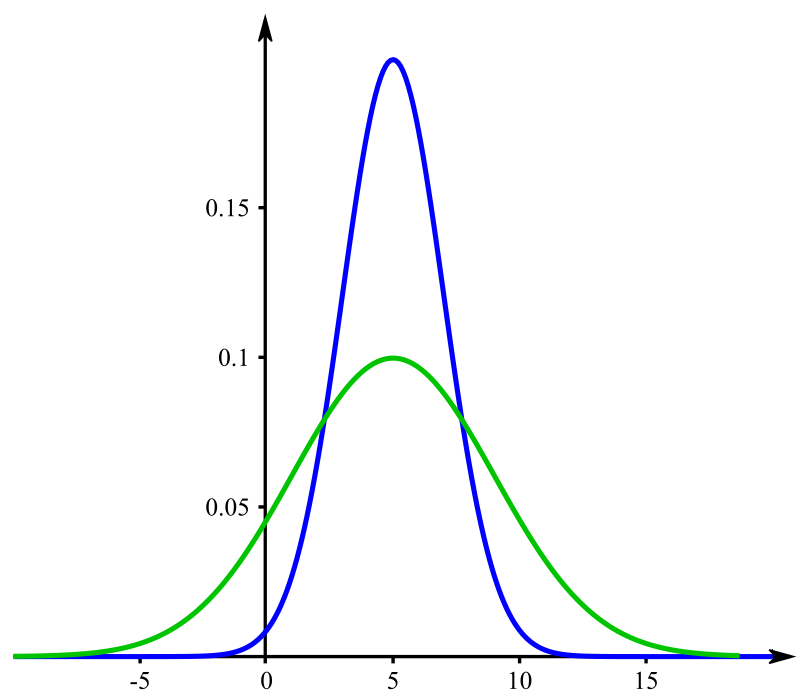

التباين (بالإنجليزية: Variance)‏ (في مجال الإحصاء ونظرية الاحتمالات) لمتغير عشوائي أو توزيع احتمالي أو عينة، هو مقياس للتشتت الإحصائي للقيم الممكنة حول القيمة المتوقّعة، وهو مساوٍ للقيمة المتوقّعة (أو لمتوسّط الحسابي) لتربيع انحرافات القيم المقاسة عن القيمة المتوقّعة (أو المتوسّط). أي أنّ في حين تصف القيمة المتوقّعة الموقع المتوسّط لتوزيع معيّن، يصف التباين مدى انتشار القيم الممكنة لهذا التوزيع حول القيمة المتوقّعة. يطلق على الجذر التربيعي الموجب للتباين اسم الانحراف المعياري، وله نفس وحدات المعطيات الأصلية، ولذا يسهل فهمه أو تفسيره أحيانًا بالمقارنة مع التباين.
إنّ تباين متغيّر عشوائي حقيقي مساوٍ لعزمه المركزي من الرتبة الثانية. وكما لا توجد لبعض التوزيعات قيمة متوقّعة، فللبعض لا يوجد تباينًا. إذا كان للتوزيع تباين، فله أيضًا قيمة متوقّعة، أمّا العكس فليس بالضرورة صحيحًا.

## تعريف
يرمز للتباين لمتغير عشوائي {\displaystyle X} بواسطة {\displaystyle \operatorname {V} \left(X\right)} ،
أو الرمز {\displaystyle \operatorname {Var} \left(X\right)} أو الرمز {\displaystyle \sigma _{X}^{2}}. 
وبالنسبة لمتغير عشوائي {\displaystyle X} ذي قيمة متوقعة {\displaystyle \operatorname {\mu } =\operatorname {E} \left[X\right]} ، وهذا هو متوسط القيم، فإنّ التباين للمتغير {\displaystyle X} هو:
{\displaystyle \operatorname {Var} \left(X\right)=\operatorname {E} \left[\left(X-\mu \right)^{2}\right]}.
وإنّ هذا التعريف صحيح بالنسبة لمتغيرات عشوائية مستمرة أو متقطعة أو لا هذه ولا تلك. وبالإمكان تفكيك المعادلة السابقة لتصبح:
{\displaystyle {\begin{aligned}\operatorname {Var} (X)&=\operatorname {E} [(X-\mu )^{2}]\\&=\operatorname {E} [(X^{2}-2X\mu +\mu ^{2})]\\&=\operatorname {E} (X^{2})-2\mu \operatorname {E} (X)+\mu ^{2}\\&=\operatorname {E} (X^{2})-2\mu ^{2}+\mu ^{2}\\&=\operatorname {E} (X^{2})-\mu ^{2}.\end{aligned}}}
كما ويتحقّق:
{\displaystyle \mu =\operatorname {E} \left[X\right]={\mbox{arg}}\left\{{\underset {X}{\mbox{min}}}\left\{\operatorname {E} \left[\left(X-{\tilde {X}}\right)^{2}\right]\right\}\right\}}
{\displaystyle \operatorname {Var} \left[X\right]={\underset {X}{\mbox{min}}}\left\{\operatorname {E} \left[\left(X-{\tilde {X}}\right)^{2}\right]\right\}}
أي أنّ القيمة المتوقّعة {\displaystyle {\tilde {X}}=\mu } تعطي أقل قيمة لمعدّل تربيع الانحرافات عن نقطة معيّنة، وتكون هذه القيمة القصوى هي التباين.

### الحساب المباشر لمتغير عشوائي مستمر
إذا كان المتغير العشوائي {\displaystyle X} مستمرًا ذا دالة كثافة احتمال {\displaystyle p\left(X\right)}، يمكن حسابه بالتكامل:
{\displaystyle \operatorname {Var} \left(X\right)=\int \left(x-\mu \right)^{2}p\left(x\right)dx}
حيث:
{\displaystyle \mu =\int xp\left(x\right)dx}
حيث أنّ التكاملين هما تكاملان محدودان وفق مجال القيم التي ممكن أن يحصل عليها المتغير {\displaystyle X}.

### الحساب المباشر لمتغير عشوائي متقطع
إذا كان المتغير العشوائي {\displaystyle X} متقطعًا ذا دالة كتلة احتمال كالتالي {\displaystyle x_{1}~p_{1},x_{2}~p_{2},\dots ,x_{n}~p_{n}}، بحساب المجموع:
{\displaystyle \operatorname {Var} \left(X\right)=\sum _{i=1}^{n}\left(x_{i}-\mu \right)^{2}p_{i}}، حيث:
{\displaystyle \mu =\sum _{i=1}^{n}x_{i}p_{i}}
بشرط أن يتحقّق: {\displaystyle \textstyle \sum _{i=1}^{n}p_{i}=1}
إذا أردنا ترجمة هذه المعادلة للغة بسيطة، فيمكن وصف التباين على أنّه معدّل تربيع انحرافات {\displaystyle X} عن قيمته المتوقّعة {\displaystyle \mu }.

## أمثلة

### التوزيع الاحتمالي الطبيعي
التوزيع الاحتمالي الطبيعي ذو المتوسط {\displaystyle \mu } و التباين {\displaystyle \sigma } هو توزيع مستمر (يعرف أيضا باسم توزيع غاوسي)، دالة كثافته الاحتمالية تعرف كما يلي:
{\displaystyle f(x)={\frac {1}{\sqrt {2\pi \sigma ^{2}}}}e^{-{\frac {(x-\mu )^{2}}{2\sigma ^{2}}}}.}
في هذا التوزيع، القيمة المتوقعة تساوي {\displaystyle \mu } أما التباين فيحسب كما يلي:
{\displaystyle \operatorname {Var} (X)=\int _{-\infty }^{\infty }{\frac {x^{2}}{\sqrt {2\pi \sigma ^{2}}}}e^{-{\frac {(x-\mu )^{2}}{2\sigma ^{2}}}}\,dx-\mu ^{2}=\sigma ^{2}.}

### متغير عشوائي بواسوني
إذا كان {\displaystyle X} هو متغير عشوائي بواسوني ذا قيمة وسيطة مقدارها {\displaystyle \lambda }، أي {\displaystyle X\sim \operatorname {Pois} \left(\lambda \right)}، فإنّ قيمته المتوقعة تساوي {\displaystyle \lambda } وتباينه يساوي:
{\displaystyle {\begin{aligned}\operatorname {Var} \left(X\right)&=\operatorname {E} \left[X^{2}\right]-\mu ^{2}=\sum _{n=0}^{\infty }n^{2}{\frac {e^{-\lambda }\lambda ^{n}}{n!}}-\lambda ^{2}\\&=\sum _{n=1}^{\infty }n^{2}{\frac {e^{-\lambda }\lambda ^{n}}{n!}}-\lambda ^{2}=\sum _{n=1}^{\infty }n{\frac {e^{-\lambda }\lambda ^{n}}{\left(n-1\right)!}}-\lambda ^{2}\\&=\lambda \sum _{n=1}^{\infty }n{\frac {e^{-\lambda }\lambda ^{n-1}}{\left(n-1\right)!}}-\lambda ^{2}=\lambda \sum _{n=0}^{\infty }\left(n+1\right){\frac {e^{-\lambda }\lambda ^{n}}{n!}}-\lambda ^{2}\\&=\lambda \left(\underbrace {\sum _{n=0}^{\infty }n{\frac {e^{-\lambda }\lambda ^{n}}{n!}}} _{=\operatorname {E} \left[X\right]=\lambda }+\underbrace {\sum _{n=0}^{\infty }{\frac {e^{-\lambda }\lambda ^{n}}{n!}}} _{=1}\right)-\lambda ^{2}=\lambda ^{2}+\lambda -\lambda ^{2}\\&=\lambda .\\\end{aligned}}}
أي أن تباين المتغير العشوائي وقيمته المتوقعة متساويان.

## خواص
- إنّ التباين لا يمكن أن يكون قيمة سلبيّة، إذ أنّه مساوٍ لمعدّل قيم غير سلبية (تربيع أبعاد). إذا كان المتغير العشوائي يتّخذ قيمة ممكنة واحدة فقط، فإنّه متغيرًا حتميًا ويكون تباينه صفرًا. أمّا بالنسبة لمجموعة معطيات، فيكون تباينها صفرًا إذا وفقط إذا كانت جميع القيم في المجموعة متساوية.
- إنّ التباين هو قيمة لامتغيّرة بالنسبة لموقع التوزيع الذي تتبع له، أي:

{\displaystyle \operatorname {Var} \left(X\right)=\operatorname {Var} \left(X+b\right)}، لأي قيمة حتمية (غير عشوائية) b.
- إنّ ضرب المتغير العشوائي بقيمة حتميّة، a، يؤدي إلى ضرب التباين بتربيع هذه القيمة:

{\displaystyle \operatorname {Var} \left(aX\right)=a^{2}\operatorname {Var} \left(X\right)}
- إذا جمعنا الخاصتين السابقتين، نحصل على المعادلة التالية بالنسبة لأي تحويل أفيني يجري على المتغير العشوائي {\displaystyle X}:

{\displaystyle \operatorname {Var} \left(aX+b\right)=a^{2}\operatorname {Var} \left(X\right)}
- إنّ تباين جمع متغيّرين عشوائيين مختلفين، {\displaystyle X} و{\displaystyle Y}، ذوي قيمتين متوقّعتين، {\displaystyle \mu _{X}} و{\displaystyle \mu _{Y}}، معطى كالتالي:

{\displaystyle {\begin{aligned}\operatorname {Var} \left(X+Y\right)&=\operatorname {E} \left[\left(X+Y\right)^{2}\right]-\left(\mu _{X}+\mu _{Y}\right)^{2}\\&=\underbrace {\operatorname {E} \left[X^{2}\right]-\mu _{X}^{2}} _{\operatorname {Var} \left(X\right)}+\underbrace {\operatorname {E} \left[Y^{2}\right]-\mu _{Y}^{2}} _{\operatorname {Var} \left(Y\right)}+2\left(\operatorname {E} \left(XY\right)-\mu _{X}\mu _{Y}\right)\\&=\operatorname {Var} \left(X\right)+\operatorname {Var} \left(Y\right)+2\operatorname {Cov} \left(X,Y\right)\\\end{aligned}}}
وبشكل مشابه، فإنّ:
{\displaystyle \operatorname {Var} \left(aX+bY\right)=a^{2}\operatorname {Var} \left(X\right)+b^{2}\operatorname {Var} \left(Y\right)+2ab\operatorname {Cov} \left(X,Y\right)}
حيث أنّ {\displaystyle \operatorname {Cov} \left(X,Y\right)} هو التغاير بين المتغيرين العشوائيين {\displaystyle X} و{\displaystyle Y}. وإذا كان التغاير صفرًا، أي أنّ لا ارتباط بين المتغيرين، فإنّ تباين حاصل جمع المتغيرين يساوي حاصل جمع تباين كل من المتغيرين.
- إنّ تباين حاصل جمع {\displaystyle n} متغيرات عشوائية يساوي:

{\displaystyle \operatorname {Var} \left(\sum _{i=1}^{n}X_{i}\right)=\sum _{i=1}^{n}\operatorname {Var} \left(X_{i}\right)+2\sum _{i<j}\operatorname {Cov} \left(X_{i},X_{j}\right)}

## تباين المجتمع وتباين العينة
في الواقع العملي (التطبيقي) تباين المجتمع يكون في أغلب الأحيان غير معروف (مجهول) لذلك يجب الاستعاضة عن التباين (تباين المجتمع) بقيمة تقديرية هي تباين العينة:
{\displaystyle {\widehat {V(X)}}=s^{2}={\frac {1}{n-1}}\sum _{i=1}^{n}(x_{i}-{\bar {x}})^{2}}
حيث أن {\displaystyle {\bar {x}}} هو الوسط الحسابي للعينة: {\displaystyle {\bar {x}}={\frac {1}{n}}\sum _{i=1}^{n}{x_{i}}={\frac {x_{1}+x_{2}+\cdots +x_{n}}{n}}}

## اقرأ أيضا
- تربيع الانحرافات عن المتوسط